# ナーナー・サーヒブ

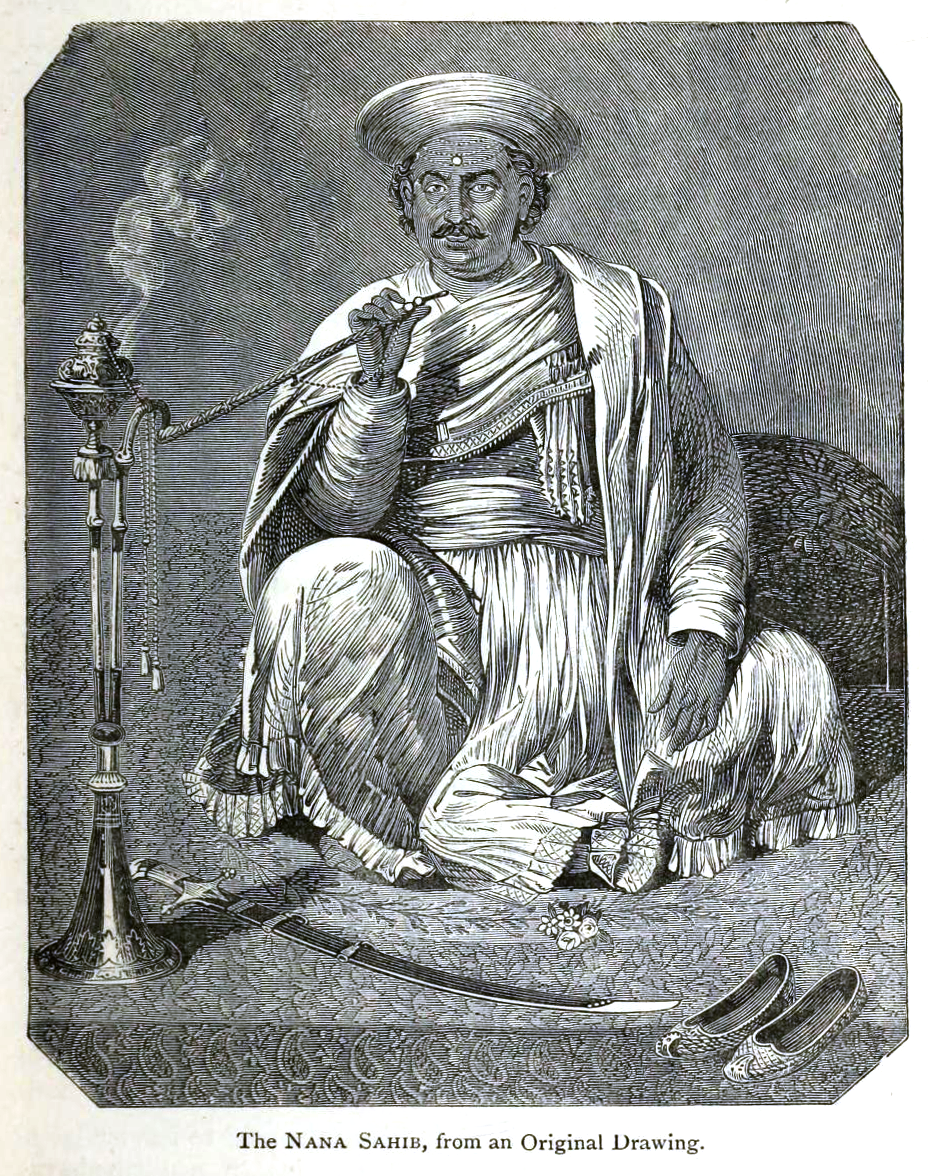
ナーナー・サーヒブ

ナーナー・サーヒブ （Nana Sahib, 1824年5月19日 - 1859年?）は、インド、マラーター王国の宰相だったバージー・ラーオ2世の養子。 本名はドゥーンドゥー・パント。

## 生涯
1824年5月19日、ナーナー・サーヒブはビトゥールで生まれた。
1827年、マラーター王国の最期の宰相だったバージー・ラーオ2世の養子となった。彼は第三次マラーター戦争で敗北したのち、ビトゥールに追放されていた。
ナーナー・サーヒブの若いころはあまりよくわかっていないが、この間にターンティヤー・トーペーやアズィームッラー・ハーンなどの優れた部下を集めた。また、ラクシュミー・バーイーともこのころに知り合ったとされる。
1851年1月、養父バージー・ラーオ2世が死亡した。だが、彼に支給されていた年額80万ルピーの年金は「失権の原理」により打ち切られ、その相続は否定された。このことから彼はイギリスに恨みを持つようになった。
1857年5月、インド大反乱が勃発すると、6月5日にナーナー・サーヒブも蜂起し、翌日に1500の兵でカーンプルを占拠した。その際にイギリス系を中心としたヨーロッパ人を多数虐殺した。
だが、同年7月にカーンプルが奪還され、その後の再奪還にも失敗したのち、11月を境にその消息を絶った。1859年に亡命先のネパールで死去したとされるが、詳細は今もなお不明である。